# Käthe Scheel
Käthe Scheel (* 18. Oktober 1911 in Sülfeld; † 22. Januar 1995 in Hamburg) war eine deutsche Sprachforscherin.

## Leben und Wirken
Käthe Scheel wurde als Tochter eines Bauern in Sülfeld geboren, wo sie die Volksschule besuchte. Anschließend ging sie auf die Mädchenmittelschule und die Oberrealschule Bad Oldesloe. Nach der Reifeprüfung Ostern 1931 studierte Scheel Deutsch, Geschichte, Niederdeutsch, Englisch und Philosophie an der Universität Hamburg. Für das Sommersemester 1933 wechselte sie zwischenzeitlich an die Universität Marburg. 1937 trat sie der NSDAP bei. Scheel promovierte am 13. Februar 1938 an der Philosophischen Fakultät der Hamburger Universität. In ihrer Dissertation behandelte sie die Frage: Wie weit entfernt sich der Satzbau der niederdeutschen Kunstprosa (insbesondere bei Johann Hinrich Fehrs) von der niederdeutschen Volkssprache? Im April 1938 bestand sie die wissenschaftliche Prüfung für das Lehramt an Gymnasien. Scheel durchlief ein Referendariat, das sie im März mit der zweiten Lehramtsprüfung für Gymnasiallehrer abschloss. Während dieser Zeit schrieb sie freiwillig als wissenschaftliche Hilfsarbeiterin für das Hamburgische Wörterbuch.
Vom 1. März 1943 bis zum 31. März 1948 arbeitete Scheel als Assistentin am Germanischen Seminar der Hamburger Universität. Ihre Stelle wurde zugunsten einer Lehrstelle eingespart. Scheel setzte, entlohnt von verschiedenen Stellen, ihre Arbeiten am Hamburgischen Wörterbuch fort. Am 1. April 1953 erhielt sie eine feste Stelle am Germanischen Seminar verbunden mit dem offiziellen Auftrag, das Hamburgische Wörterbuch zu bearbeiten. In der Folgezeit gelang es Scheel, das kriegsbedingt gefährdete Archiv des Seminars zu sichern. Sie erstellte Aufnahmen von Mundartsprechern, die als wesentlicher Teil in die Sammlung eingingen. Gemeinsam mit den Herausgebern Hans Kuhn und Ulrich Pretzel erstellte sie Leitlinien für die Erarbeitung von Artikeln, die sie alleine verfasste. Käthe Scheel beendete ihre Tätigkeiten am Seminar Ende September 1977. Zu diesem Zeitpunkt umfasste das Wörterbuch Lemmata bis „Eemann“.
Begleitend zu den Arbeiten am Wörterbuch lehrte Käthe Scheel seit 1940. In ihren Vorlesungen behandelte sie alle älteren Zustände der deutschen Sprache sowie die bedeutendsten Variationen der norddeutschen Sprache.